# Johan de Kock
Johannes "Johan" de Kock (født 25. oktober 1964 i Sliedrecht, Holland) er en tidligere hollandsk fodboldspiller (forsvarer).
De Kock spillede gennem sin 16 år lange seniorkarriere hos henholdsvis FC Groningen, FC Utrecht og Roda i hjemlandet, samt for tyske Schalke 04. Længst tid tilbragte han i Utrecht, hvor han spillede i syv sæsoner, og nåede over 200 kampe i Æresdivisionen. Med Schalke var han i 1997 med til at vinde UEFA Cuppen. Han spillede fuld tid i begge finalekampene mod italienske Inter.
De Kock spillede 13 kampe og scorede ét mål for Hollands landshold, som han debuterede for 24. februar 1993 i en VM-kvalifikationskamp på hjemmebane mod Tyrkiet. Han deltog ved EM i 1996 i England, og spillede alle hollændernes fire kampe i turneringen. I kvartfinalen mod Frankrig scorede han på det første spark i den straffesparkskonkurrence, der skulle afgøre opgøret. Hollænderne tabte dog alligevel, da holdkammeraten Clarence Seedorf som den eneste brændte.